# Lubiąż (gmina)
Lubiąż (do 1954 Mojęcice) – dawna gmina wiejska istniejąca w latach 1973–1977 w woj. wrocławskim (dzisiejsze woj. dolnośląskie). Siedzibą władz gminy był Lubiąż.
Gmina Lubiąż została utworzona 1 stycznia 1973 w powiecie wołowskim w woj. wrocławskim. 1 czerwca 1975 gmina weszła w skład nowo utworzonego (mniejszego) woj. wrocławskiego.
31 sierpnia 1977 gmina została zniesiona, a jej obszar włączono do gmin:
- Brzeg Dolny (obszar wsi Grodzanów),
- Wołów (obszary wsi Domaszków, Gliniany, Krzydlina Mała, Krzydlina Wielka, Lubiąż, Prawików, Rataje i Zagórzyce).